# Eunica mossi
Eunica mossi är en fjärilsart som beskrevs av Hall 1928. Eunica mossi ingår i släktet Eunica och familjen praktfjärilar. Inga underarter finns listade i Catalogue of Life.